# Щепотьево (Московская область)
Щепо́тьево — деревня в Московской области. Входит в городской округ Коломна. Население — 88 чел. (2010).

## История
В доступных источниках впервые встречается на Карте Московской Провинции Горихвостова 1774 года.
С 2005 до 2017 гг. входила в Акатьевское сельское поселение Коломенского района.

## Население
| 2002 | 2006 | 2010 |
| ---- | ---- | ---- |
| 67   | ↗86  | ↗88  |

## Инфраструктура
Водопровод
Вода в деревне поступает от деревенской скважины.  У многих есть скважины на участках.
Газификация
В настоящее время деревня Щепотьево  включена в программу газификации в 2017 году.( см. сайт правительства Московской области)
Дорога
Транспортное сообщение с городом стабильное. Город в 4 км через поле.Дорога до деревни покрыта асфальтом, выходит к деревне Барановка. Народ в деревне подобрался дружный, деловой, работящий. Многие покупают себе " ближние дачи"  и живут круглый год.
Пруды
В начале деревни расположены два пруда. За деревней  раскинулся лес, рядом река Ока.
Детская площадка
В 2010 году в деревне установлена детская горка с качелями.